# Типон, Хоан
Хоан Типон (филипп. Joan Tipon; род. 9 апреля 1982) — филиппинский боксёр, представитель легчайшей весовой категории. Выступал за сборную Филиппин по боксу в период 2003—2011 годов, чемпион Азиатских игр, чемпион Азии, чемпион Игр Юго-Восточной Азии, победитель и призёр многих турниров международного значения.

## Биография
Хоан Типон родился 9 апреля 1982 года.
Дебютировал на взрослом международном уровне в сезоне 2003 года, когда вошёл в основной состав филиппинской национальной сборной и побывал на Играх Юго-Восточной Азии в Ханое, откуда привёз награду серебряного достоинства, выигранную в зачёте легчайшей весовой категории — в решающем финальном поединке уступил тайцу Варапою Петчкуму.
В 2004 году одержал победу на чемпионате Филиппин в Панабо в легчайшем весе.
На чемпионате Азии 2005 года в Хошимине победил всех соперников по турнирной сетке и завоевал золотую медаль. Кроме того, был лучшим на домашних Играх Юго-Восточной Азии в Баколоде.
В 2006 году победил на летних Азиатских играх в Дохе, в частности в финале взял верх над корейцем Хан Сун Чхолем. Боксировал на международном турнире «Ахмет Джёмерт» в Стамбуле, но попасть здесь в число призёров не смог, выбыв из борьбы за медали уже на предварительном этапе — здесь его победил монгол Энхбатын Бадар-Ууган.
В 2007 году вновь побывал на «Ахмет Джёмерт» и снова остановился на предварительном этапе. Принимал участие в чемпионате мира в Чикаго, проиграв в 1/32 финала легчайшего веса Варапою Петчкуму.
Пытался пройти отбор на летние Олимпийские игры 2008 года в Пекине, однако на азиатских олимпийских квалификациях в Бангкоке и Астане выступил неудачно, потерпев поражения от Варапоя Петчкума и Хуршида Тожибаева
соответственно.
В 2009 году дошёл до четвертьфинала на Играх Юго-Восточной Азии в Вьентьяне, уступив Чатчаю Бутди. Боксировал на мировом первенстве в Милане, где в 1/16 финала был побеждён алжирцем Абдельхалимом Уради.
Последний раз показывал сколько-нибудь значимые результаты на международной арене в сезоне 2011 года, когда выиграл серебряную медаль на Мемориале Сиднея Джексона в Ташкенте и выступил на чемпионате мира в Баку, где в 1/16 финала категории до 56 кг проиграл китайцу Чжану Цзявэю.
После завершения спортивной карьеры начиная с 2012 года работает тренером по боксу.